# Decolonialitat

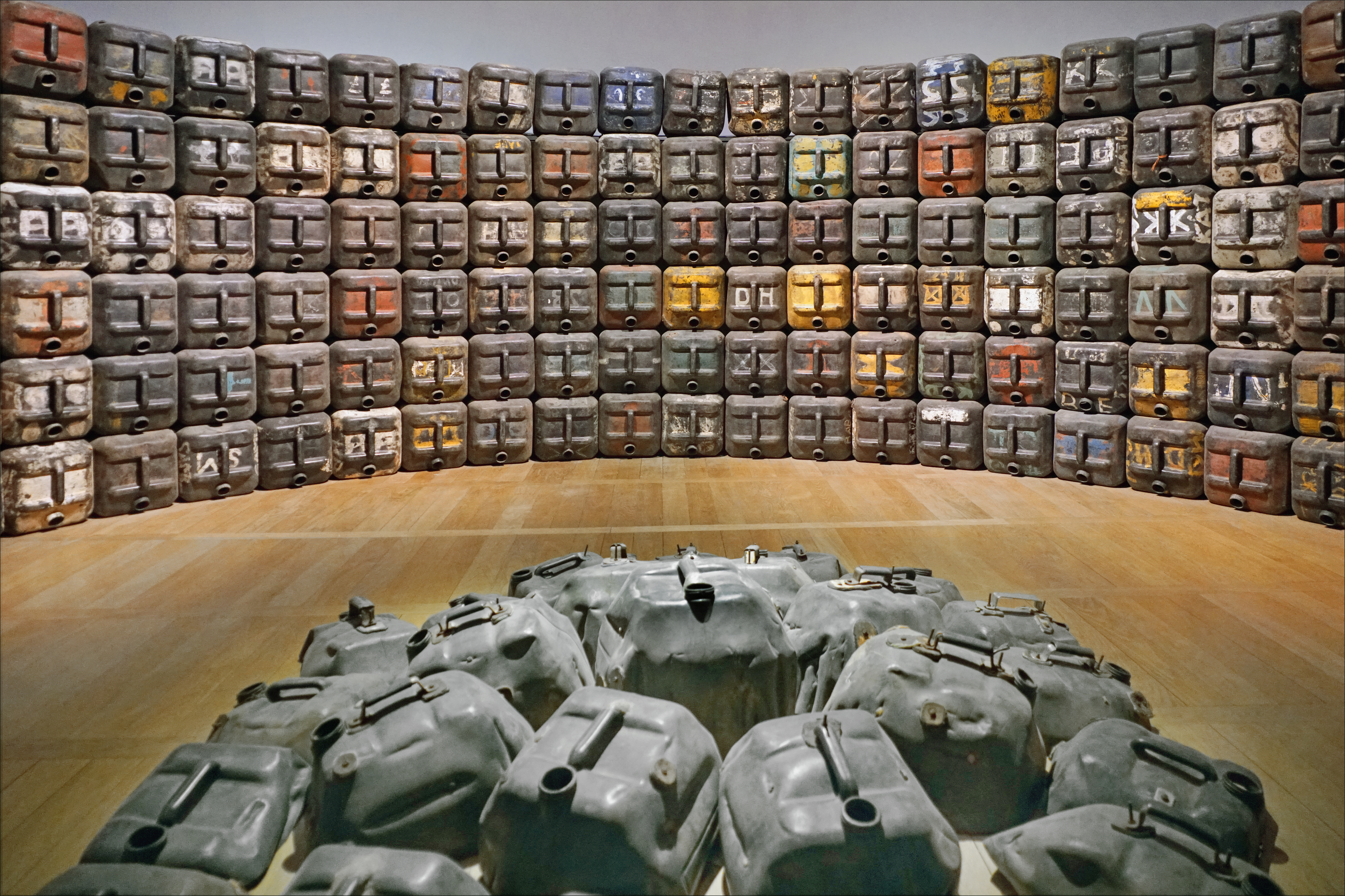
Instal·lació de Romuald Hazoumè mitjançant bidons de gas. Hazoumè ha afirmat: “Envio a Occident el que els pertany, és a dir, les deixalles de la societat de consum que ens envaeix cada dia”.

Decolonialitat o decolonialisme és un terme impulsat principalment per un moviment emergent de l'Amèrica Llatina que se centra en la comprensió de la modernitat en el context d'una forma de teoria crítica aplicada als estudis ètnics. En essència, es tracta d'una crítica a la universalitat percebuda del coneixement occidental i la superioritat de la cultura occidental. Les perspectives decolonials veuen aquesta hegemonia com la base de l'imperialisme occidental. El semiòleg argentí Walter Mignolo, explica que el concepte consisteix en «opcions analítiques i pràctiques que s'enfronten i es desvinculen de la […] matriu colonial del poder». Altres autors com Alejandro Vallega també es refereixen al concepte com una mena de «pensament en l'exterioritat radical». La filòsofa franco-algeriana Seloua Luste Boulbina, en una entrevista, recalca com «la colonialitat perdura en el privilegi de certes formes de coneixement i el refús o silenciament d'altres».
Decolonialitat s'ha barrejat habitualment amb altres nocions com ara la descolonització, el postcolonialisme o fins i tot amb la postmodernitat. Val a dir, però, que els teòrics que avalen la decolonialitat se'n distingeixen clarament. Aníbal Quijano, sociòleg i teòric polític peruà, apunta com la descolonització no ha eliminat la colonialitat, simplement n'ha transformat la seva forma externa.